# Akita kantō matsuri
Le Akita kantō matsuri (秋田竿燈まつり) a lieu dans la ville d'Akita du 3 au 6 août chaque année. On espère de bonnes récoltes en portant de longues perches de lanternes sur ses mains et ses épaules. Cette fête a été désignée comme patrimoine culturel immatériel important et est une des trois fêtes majeures de la région de Tôhoku. Les jongleurs de perche doivent appartenir à un groupe, un kantō-kai (竿燈会), lié à un quartier ou une organisation, pour pouvoir participer à la fête. Ils sont accompagnés de joueurs de flûte et de tambour.

## Origines
Cette fête a commencé à l'époque d'Edo (1751-1763). Elle faisait partie du festival d'Obon et était célébrée afin de chasser un diable qui faisait dormir les gens. Désormais, on la fait pour chasser le malheur et espérer de bonnes récoltes.

### Ouverture aux femmes
Les femmes ont été autorisées à entrer dans la musique d'accompagnement en 1975.

## Types dekantō
Les kanjis du mot kantō (竿燈) signifient « perche » (竿) et « lanternes » (燈).
Il y a quatre types de kantō (des longues perches de lanternes). Le plus petit fait 5 mètres, 5 kilos et porte 24 lanternes,
et le plus grand fait 12 mètres, 50 kilos et porte 46 lanternes.

## Les techniques dekantō
Il y a cinq types de techniques :
- nagashi (remise) : reprendre le kantō d'un autre interprète et le porter à poignet inversé ;
- hiraté (paume) : porter le kantō  sur sa paume et le soulever ;

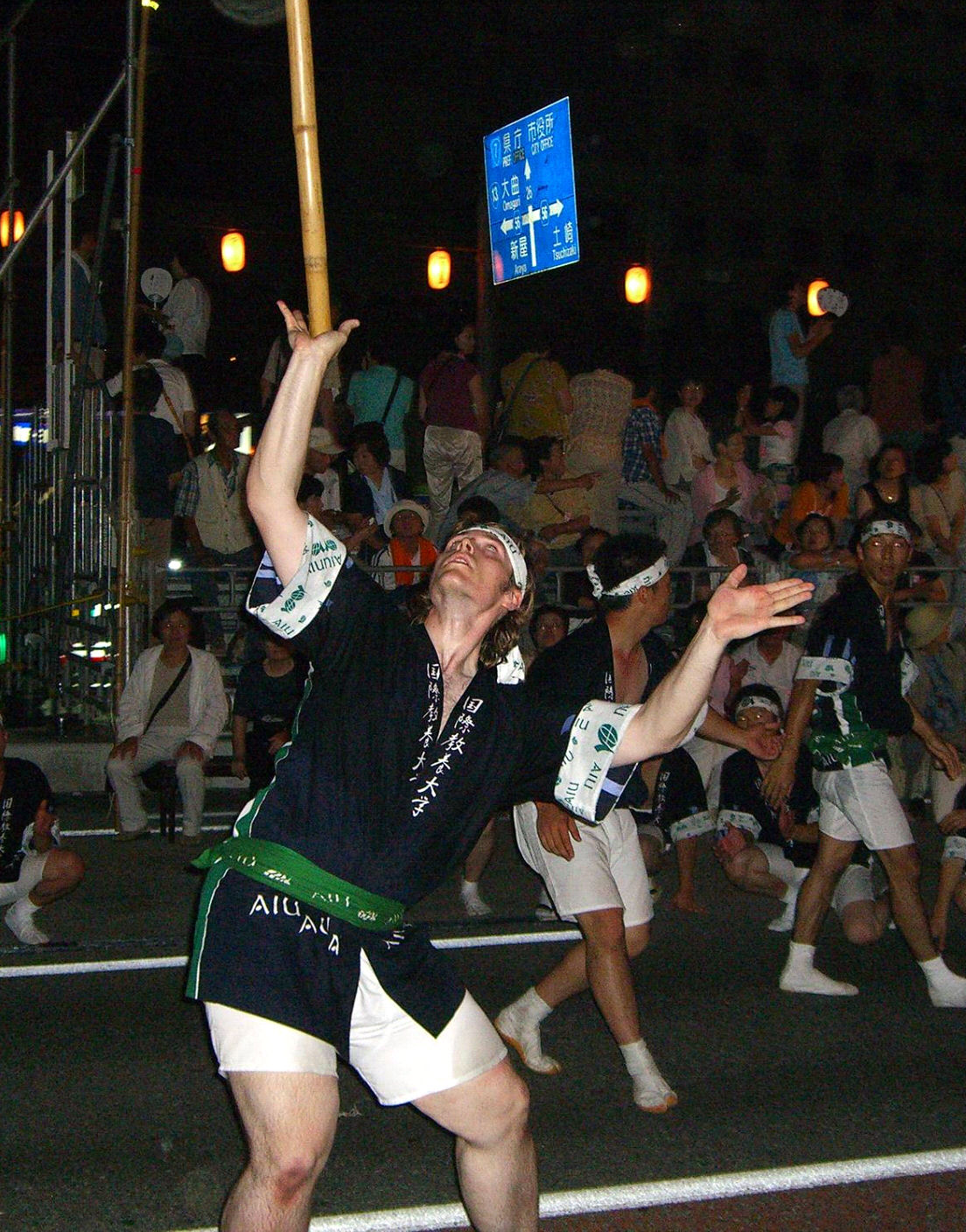
Hiraté.

- hitai (front) : le front soutient le kantō ;
- kata (épaules) : plus facile à apprendre ;
- koshi (reins) : technique supérieure aux autres.

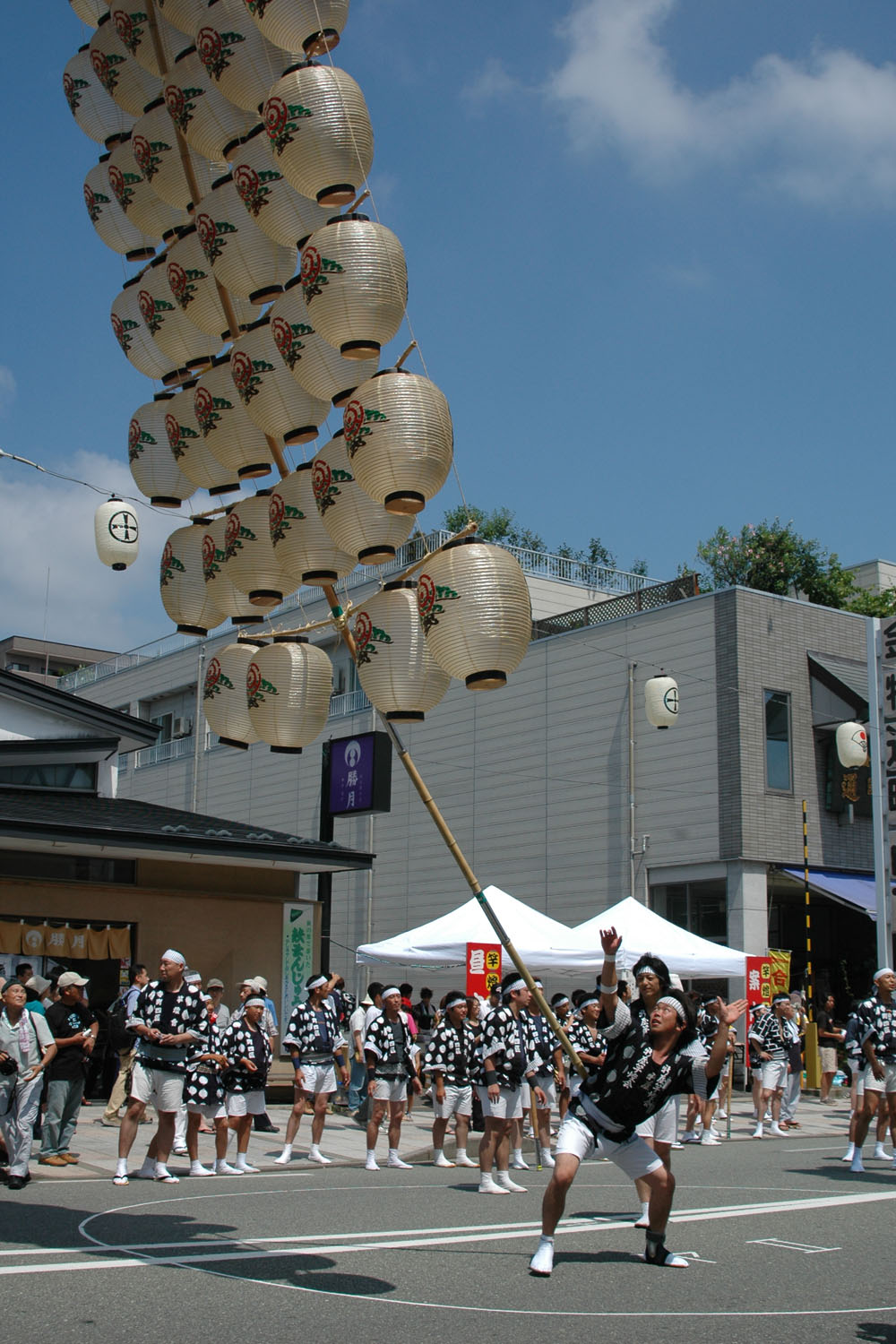
Koshi.

L'enseignement des techniques du kantō se fait selon le concept traditionnel d'apprentissage des katas.

## Problèmes récents
Il est interdit d'utiliser un drone pendant la fête pour éviter les accidents.
Le recrutement des jongleurs de perche souffre de la baisse démographique générale du Japon, particulièrement ressentie dans les départements ruraux comme Akita.